# Stichpimpulibockforcelorum

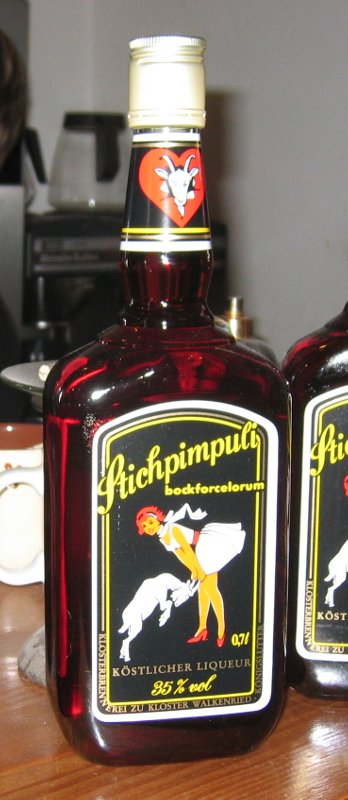
Stichpimpuli

Stichpimpulibockforcelorum ist ein seit 1893 hergestellter Kräuterlikör, der in den 1940er bis 1950er Jahren in der Likörfabrik Nicolai Lassoff (Fritz Lange) in Königslutter am Elm hergestellt wurde, die dann in der Brennerei des Klosters Walkenried aufging.
Der Name ergibt sich aus den Anfangssilben der verwendeten Zutaten:
- Stichos (Kräuterextrakt)
- Pimpernuss
- Pulque
- Liebstöckel und Ligusterstrauch
- Bocksdorn und Bockshornklee
- Forle (Saft junger Kiefern)
- Cerealien
- Lotus und
- Rum

## Stichpimpulibockforcelorum in der DDR
Flaschenetiketten belegen, dass dieser Likör auch in der DDR produziert wurde. Als Alleinhersteller galt die Firma Emil Petzold in Zerbst, die später in den VEB Getränke Zerbst überführt wurde. Auch durch den VEB Harzer Mineralquellen Blankenburg wurde der Likör hergestellt und vertrieben.